# Ozyptila aculeipes
Ozyptila aculeipes là một loài nhện trong họ Thomisidae.
Loài này thuộc chi Ozyptila. Ozyptila aculeipes được Embrik Strand miêu tả năm 1906.